# Nayarita viridinota
Nayarita viridinota är en skalbaggsart som beskrevs av Moron och Nogueira 1998. Nayarita viridinota ingår i släktet Nayarita och familjen Rutelidae. Inga underarter finns listade i Catalogue of Life.